# Searching for a Land
Searching for a Land è il terzo album in studio del gruppo musicale italiano New Trolls, pubblicato nel 1972 dalla Fonit-Cetra.

## Il disco
Interamente composto in lingua inglese, si tratta di un doppio album: il primo disco contiene brani di rock progressivo, registrati in studio, mentre il secondo presenta brani di carattere hard rock, registrati anch'essi in studio ma in presa diretta e con rumori di pubblico sovraincisi, a simulare un album dal vivo.
Il testo di To Edith è tratto dalla omonima poesia che Bertrand Russell scrisse per la moglie Edith Finch.
Una ristampa del disco, datata 1977 (Double Music-Cetra DPU 70), riporta sulle etichette centrali dei vinili la partecipazione di Giorgio D'Adamo (precedente bassista del gruppo) nelle canzoni Bright Lights e Muddy Madalein.

## Tracce
Disco 1
1. Searching – 4:45 (Gianni Belleno, Rhodes (Frank Laugelli), Vittorio De Scalzi)
2. Percival – 4:22 (De Scalzi, Belleno, Nico Di Palo)
3. In St. Peter's Day – 5:00 (De Scalzi, Maurizio Salvi)
4. Once That I Prayed – 4:00 (De Scalzi, Rhodes, Salvi)
5. A Land to Live a Land to Die – 8:25 (Di Palo, De Scalzi, Rhodes)
6. Giga – 2:05 (De Scalzi)
7. To Edith – 8:40 (Bertrand Russell (testo), Di Palo, De Scalzi)

Durata totale: 37:17
Disco 2
1. Intro – 7:20 (Di Palo, De Scalzi, Salvi)
2. Bright Lights – 6:45 (Di Palo, Belleno, Rhodes)
3. Muddy Madalein – 2:25 (Di Palo, De Scalzi, Rhodes)
4. Lying Here – 17:25 (Di Palo, De Scalzi, Salvi, Belleno, Rhodes)

Durata totale: 33:55

## Formazione
- Vittorio De Scalzi - chitarra, flauto traverso, sintetizzatore, voce
- Nico Di Palo - chitarra, voce
- Frank Laugelli - basso
- Maurizio Salvi - pianoforte, organo Hammond, sintetizzatore
- Gianni Belleno - batteria, percussioni